# Giovanni Bassano
Giovanni Bassano (c. 1558, verano de  1617?) fue un compositor italiano de la Escuela Veneciana y reconocido intérprete de cornetto durante la transición entre Renacimiento y Barroco.
Fue una figura clave en el desarrollo del conjunto instrumental en la Basílica de San Marcos en Venecia, y dejó un libro sobre ornamentación muy detallado, que constituye una rica fuente de recursos para los intérpretes contemporáneos.

## Biografía
Nada se sabe sobre la vida del joven Bassano hasta su llegada como instrumentista a San Marco, probablemente en 1576, a los 18 años de edad. Rápidamente adquirió reputación como uno de los mejores intérpretes instrumentales en Venecia, y alrededor de 1585 publicó su primer libro "Ricercate, passagi et cadentie" , que describe con detalle cómo ornamentar pasajes musicales transcriptos desde la música vocal para instrumentos. 
En ese mismo año es nombrado maestro de música en el seminario asociado a San Marco. En 1601 asume la responsabilidad de liderar el conjunto instrumental que dirigía hasta ese momento Girolamo Dalla Casa, y permanece en ese puesto hasta su muerte en el verano de 1617. La fecha exacta de su muerte se desconoce, pero es deducible por el momento en que los cargos que ostentaba quedaron vacantes. 

## Música e influencia
Bassano fue el principal responsable de la interpretación de la música de los Gabrielis, ya sea como intérprete o director instrumental. Seguramente Giovanni Gabrieli tuvo a Bassano en mente cuando compuso sus elaboradas partes para cornetto.  
Además de dirigir la música de San Marco, Bassano de destinguió por su amplia actividad en Venecia: dirigió varios grupos de "piffari" -bandas de instrumentos de viento que incluían gaita, flauta dulce, chalumeau, flageolet, fagot y posiblemente otros instrumentos, todos los cuales se presentaban en otras Iglesias (por ejemplo,San Rocco)o en festivales callejeros. 

### Composiciones
Bassano fue también compositor, aunque su desempeño en este aspecto resultó eclipsado por su renombre como intérprete, y -en relación con esto- por su tratado de ornamentación. Escribió motetes y "concerti ecclesistici" en el estilo policoral veneciano, así como madrigales, canzonettas y algo de música puramente instrumental. Sus canzonettas lograron cierta fama fuera de Italia; Thomas Morley supo de ellas y las publicó en Londres en 1597, con textos traducidos al inglés. 
Algunas de sus obras de música instrumental presentan un ingenioso contrapunto, como si hubiera sido incapaz de mostrar un lado indulgente de su personalidad en sus composiciones homofónicas de carácter más ceremonial. 
Sus fantasías y recercadas son densamente imitativas, y contienen regresiones e inversiones de motivos, una rareza del contrapunto anterior al siglo XX.
La similitud de los motetes de Bassano con los primeros trabajos de Heinrich Schütz, quien estudió en Venecia con Gabrieli, sugiere que ambos se conocieron; ciertamente Schütz conoció la música de Bassano. De cualquier modo, Schütz regresó a Alemania llevando el estilo veneciano, donde continuó desarrollándose durante el Barroco.